# Wahlbezirk Tirol 18
Der Wahlbezirk Tirol 18 war ein Wahlkreis für die Wahlen zum Abgeordnetenhaus im österreichischen Kronland Tirol. Der Wahlbezirk wurde 1907 mit der Einführung der Reichsratswahlordnung geschaffen und bestand bis zum Zusammenbruch der Habsburgermonarchie.

## Geschichte
Nachdem der Reichsrat im Herbst 1906 das allgemeine, gleiche, geheime und direkte Männerwahlrecht beschlossen hatte, wurde mit 26. Jänner 1907 die große Wahlrechtsreform durch Sanktionierung von Kaiser Franz Joseph I. gültig. Mit der neuen Reichsratswahlordnung schuf man insgesamt 516 Wahlbezirke, wobei mit Ausnahme Galiziens in jedem Wahlbezirk ein Abgeordneter im Zuge der Reichsratswahl gewählt wurde. Der Abgeordnete musst sich dabei im ersten Wahlgang oder in einer Stichwahl mit absoluter Mehrheit durchsetzen. Der Wahlkreis Tirol 18 umfasste die Gerichtsbezirke Lienz, Windischmatrei und Sillian, wobei die Gemeinde Lienz (Wahlbezirk Tirol 4) vom Wahlbezirk ausgenommen war.
Aus der Reichsratswahl 1907 ging Josef Schraffl von der Christlichsozialen Partei als Sieger hervor. Er erzielte fast 92 Prozent der Stimmen im ersten Wahlgang. Bei der Reichsratswahl 1911 konnte er sein Mandat erfolgreich verteidigen, wobei er diesmal sogar auf 97 Prozent der Stimmen kam. Schraffl erzielte damit bei der Reichsratswahl 1911 im Kronland Tirol das beste Ergebnis eines Kandidaten.

## Wahlen

### Reichsratswahl 1907
Die Reichsratswahl 1907 wurde am 14. Mai 1907 (erster Wahlgang) durchgeführt. Eine Stichwahl entfiel auf Grund der absoluten Mehrheit von Josef Schraffl im ersten Wahlgang.
| Kandidat                                                                    | Partei                   | Wahlkreisstimmen | Prozent |
| --------------------------------------------------------------------------- | ------------------------ | ---------------- | ------- |
| Josef Schraffl                                                              | Christlichsoziale Partei | 4775             | 91,5 %  |
| Alois Grimm                                                                 | Konservative Partei      | 404              | 7,7 %   |
| Sonstige                                                                    |                          | 39               | 0,7 %   |
| Wahlberechtigte: 5828, Ungültige/Leere Stimmen: 35, Wahlbeteiligung: 90,1 % |                          |                  |         |

### Reichsratswahl 1911
Die Reichsratswahl 1911 wurde am 13. Juni 1911 (erster Wahlgang) durchgeführt. Die Stichwahl entfiel auf Grund der absoluten Mehrheit von Josef Schraffl im ersten Wahlgang.
| Kandidat                                                                    | Partei                             | Wahlkreisstimmen | Prozent |
| --------------------------------------------------------------------------- | ---------------------------------- | ---------------- | ------- |
| Josef Schraffl                                                              | Christlichsoziale Partei           | 4334             | 97,3 %  |
| Alois Bergeiner                                                             | Deutschfreiheitliche Partei        | 73               | 1,6 %   |
| Josef Zoyer                                                                 | Sozialdemokratische Arbeiterpartei | 13               | 0,3 %   |
| Sonstige                                                                    |                                    | 34               | 0,8 %   |
| Wahlberechtigte: 5784, Ungültige/Leere Stimmen: 74, Wahlbeteiligung: 78,3 % |                                    |                  |         |